# 2. Flakscheinwerfer-Division
Die 2. Flakscheinwerfer-Division, auch 2. Flak-Scheinwerfer-Division und Flak-Scheinwerfer-Division 2, war ein Großverband der Bodentruppen der deutschen Luftwaffe im Zweiten Weltkrieg. Aufgabe der Division war die Aufstellung der Flak-Suchscheinwerfer zur Flugabwehr in Norddeutschland.

## Divisionsgeschichte
Die II. Flak-Scheinwerfer-Brigade wurde Anfang August 1941 durch Truppenergänzungen zur 2. Flakscheinwerfer-Division ausgebaut.
Sie unterstand dem Kommando von Oberst Heino von Rantzau. Der Divisionsstab lag in Arnhem. Der Division oblag die operative Führung der Flakscheinwerferverbände entlang Schleswig-Holsteins, nördlich der dänischen Grenze bis nach Heide im Rahmen der Helle Nachtjagd. Die Unterstellung erfolgte unter das XII. Fliegerkorps, der ehemaligen 1. Nachtjagd-Division.
Im Juli 1942 wurde die Division aufgrund der sich ändernden deutschen Kampftaktik hin zur Dunklen Nachtjagd aufgelöst und die Kampfeinheiten in die kurz zuvor neu aufgestellten 2. Nachtjagd-Division unter Generalleutnant Walter Schwabedissen eingegliedert.

## Gliederung
- Flak-Scheinwerfer-Regiment 5
- Flak-Scheinwerfer-Regiment 6
- Flak-Scheinwerfer-Regiment 7
- Flak-Scheinwerfer-Regiment 8
- Luftnachrichten-Regiment 203